# 장 파트리
장 마티아스 제라르 파트리(프랑스어: Jean Mathias Gérard Patry, 1996년 12월 27일~)는 프랑스의 배구 선수로 포지션은 아포짓이다. 현재 이탈리아 리그의 파워 볼리 밀라노와 프랑스 대표팀의 일원으로 활동하고 있다. 2020년 하계 올림픽에서 프랑스 대표 선수로서 금메달을 획득했다.